# Хрящев, Сергей Иванович
Серге́й Ива́нович Хря́щев (род. Москва) — российский парафутболист, голкипер паралимпийской сборной России и ФК «Лев Чёрной — Олимпия». Чемпион Паралимпийских игр 2000 по футболу 7x7, заслуженный мастер спорта России.

## Карьера
Выпускник кафедры кафедры адаптивной физической культуры и спортивной медицины Московской государственной академии физической культуры.
Многократный чемпион России в составе команды «Лев Чёрной — Олимпия».
В 1996 году принял участие в Паралимпийских играх в Атланте в составе сборной России по футболу 7×7. Команда заняла второе место.
В 2000 году на Паралимпийских играх в Сиднее в составе сборной России по футболу 7×7 стал олимпийским чемпионом.

## Награды
- Заслуженный мастер спорта России.